# Ochetomyrmex argentinus
Ochetomyrmex argentinus är en myrart som först beskrevs av Kusnezov 1957.  Ochetomyrmex argentinus ingår i släktet Ochetomyrmex och familjen myror. Inga underarter finns listade i Catalogue of Life.